# VirtualBox
VirtualBox – program komputerowy służący jako hipernadzorca typu drugiego.
Został stworzony przez niemiecką firmę innotek dla systemów x86 i x64 Microsoft Windows, OS X oraz Linux. Obsługuje takie systemy jak Windows, Linux, OS/2 Warp, OpenBSD (obsługa tego systemu nie jest jeszcze stabilna) i FreeBSD. Po kilku latach rozwijania VirtualBox został wydany na licencji GPL w styczniu 2007. Wersja otwarta jest pozbawiona kilku funkcji, dostępnych wyłącznie w wersji własnościowej (darmowej do osobistego i testowego użytku).
12 lutego 2008 Sun Microsystems ogłosił przejęcie firmy innotek.
27 stycznia 2010 Sun został przejęty przez Oracle Corporation.

## Najważniejsze cechy
- Zapis stanu maszyny wirtualnej
- Dwustronny schowek
- Automatyczna zmiana rozdzielczości ekranu w systemie goszczonym
- Tryb seamless – okna z goszczonego systemu mogą być wyświetlane bezpośrednio na pulpicie systemu hosta
- Obsługa USB oraz portów szeregowych
- Współdzielone foldery
- Obsługa RDP
- Emulacja wielu urządzeń m.in. kart sieciowych i dźwiękowych
- Obsługa akceleracji 3D poprzez OpenGL 2.0 oraz (eksperymentalnie) Direct3D 8/9 (w systemach goszczonych z rodziny Windows)
- Możliwość wirtualizacji 64 bitowych systemów na procesorach 32 bitowych
- Pełna obsługa obrazów VHD/VMDK (używanych w produktach Microsoftu/VMware)
- Obsługa wirtualizacji sprzętowej (Intel VT-x i AMD-V)
- Obsługa SMP z użyciem do 32 wirtualnych jednostek obliczeniowych dla procesorów z VT-x i AMD-V
- Obsługa kontrolerów SCSI
- Obsługa formatu Open Virtualization Format
- Wiele trybów pracy sieci (NAT, wewnętrzne itd.)

Większość tych funkcji dostępna jest dopiero po zainstalowaniu w systemie goszczonym specjalnych sterowników ("Guest Additions").

## Główne wersje
- VirtualBox 6.0 Beta (wydana 2018-10-22)[4]

1. Dodano możliwość eksportowania maszyny wirtualnej do Oracle Cloud

- VirtualBox 5.0 (wydana 2015-07-09)

1. Parawirtualizacja dla systemów gości Windows i Linux.
2. Rozszerzenie dostępnych instrukcji procesora dla systemów gości o rozkazy z zestawu SSE4.1, SSE4.2, AES-NI.
3. Wsparcie dla kontrolerów USB 3.0.
4. Dwukierunkowy mechanizm przeciągnij i upuść na wszystkich maszynach wirtualnych hosta: Linuks, Windows i Solaris.
5. Możliwość szyfrowania dysków maszyn wirtualnych za pomocą algorytmu AES o długości klucza 128 lub 256 bitów.

- VirtualBox 4.1.0 (wydana 2011-07-19)

1. Dodanie możliwości klonowania maszyn wirtualnych.
2. Rozszerzenie kreatora tworzenia wirtualnych dysków twardych.
3. Zwiększono limit pamięci operacyjnej możliwej do przypisania na 64 bitowych hostach do 1 TB.
4. Dodanie eksperymentalnego wsparcia WDDM wraz z obsługą Windows Aero dla systemów goszczonych Windows Vista/Windows 7.
5. Dodanie eksperymentalnego wsparcia dla używania urządzeń hosta podłączanych za pośrednictwem PCI i PCI Express przez system goszczony (Tylko, gdy hostem jest Linux).
6. Dodanie nowego trybu pracy wirtualnych interfejsów sieciowych: tunel UDP (Jego działanie jest zbliżone do sieci VPN).
7. Dodanie możliwości wprowadzania nowych trybów pracy wirtualnych interfejsów sieciowych przez rozszerzenia.

- VirtualBox 4.0.0 (wydana 2010-12-22)

1. Możliwość przypisania na 32-bitowych hostach do 2GB pamięci operacyjnej (w poprzednich wersjach limit wynosił 1,5 GB)
2. Nowa architektura – podział na moduł bazowy zawierający podstawowe funkcje, oraz moduły dodatkowe (rozszerzenia) dzięki których instalacji można rozszerzać funkcjonalność maszyny wirtualnej. Moduł bazowy od teraz jest rozprowadzany pod licencją GPL, zaś oficjalne rozszerzenie, zawierające wsparcie dla USB 2.0, serwera RDP, oraz PXE, na licencji PUEL.
3. Przebudowa GUI (które jest nazwane od teraz VirtualBox Manager) oraz wzbogacenie go o liczne drobne funkcje.
4. Dodanie obsługi nowego wirtualnego sprzętu (Chipset Intel ICH9 i karta dźwiękowa Intel HD Audio).
5. Usprawnienie obsługi formatu Open Virtualization Format, który jest używany do eksportu oraz importu maszyn wirtualnych.
6. Naprawa błędów znajdujących się w poprzednich wersjach.

- VirtualBox 3.2.0 (wydana 2010-05-18)

1. Obsługa nowych procesorów Intela – Core i3, Core i5, Core i7, Xeon 5600.
2. Eksperymentalne wsparcie dla Mac OS X Server.
3. Wirtualny kontroler SAS.
4. Nowy podsystem obsługi I/O dla Storage.

- VirtualBox 3.0.0 (wydana 2009-06-30)

1. Obsługa SMP z użyciem do 32 wirtualnych jednostek obliczeniowych dla procesorów z VT-x i AMD-V.
2. Obsługa OpenGL 2.0 w systemach goszczonych Windows, Linux oraz Solaris.
3. Eksperymentalna obsługa Direct3D 8/9 w systemach goszczonych Windows.

- VirtualBox 2.0 (wydana 2008-09-04)[5]

1. Obsługa 64-bitowych gości (tylko na 64-bitowych gospodarzach).
2. Natywny leopardowy interfejs użytkownika pod Mac OS X.
3. Interfejs użytkownika zbudowany na bibliotekach Qt 4 (dotychczas – Qt 3).
4. Interfejs sieciowy gospodarza dla Mac OS X.
5. Nowy interfejs sieciowy gospodarza dla Solarisa.
6. Obsługa zagnieżdżonego stronicowania pamięci (ang. nested paging) na procesorach AMD K10.
7. Framework do zbierania danych na temat wydajności i użycia zasobów.
8. Asynchroniczna obsługa wejścia/wyjścia SATA (i NCQ) przy bezpośrednim dostępie do dysków i partycji.
9. Integracja schowków dla gości z rodziny OS/2.
10. Oddzielny komponent SDK zawierający nowy interfejs programowania w Pythonie pod linuksowymi oraz solarisowymi gospodarzami.
11. Obsługa obrazów dysków w formacie VHD, używanych w produktach Microsoftu.

- VirtualBox 1.6.0 (wydana 2008-04-30)

1. Obsługa systemów Solaris i Mac OS X jako gospodarzy (ang. hosts).
2. Dodatek "Guest Additions" dla Solarisa.
3. Kontroler dysków SATA (AHCI).
4. Obsługa rozszerzenia adresu fizycznego (PAE).

- VirtualBox 1.3.2 (wydana 2007-01-15)

Pierwsza wersja udostępniona publicznie.